# ثعلب أحمر
الثعلب الأحمر (الاسم العلمي: Vulpes vulpes) حيوان من الثعالب ينتمي إلى رتبة آكلات اللحوم وفصيلة الكلبيات، وهو يعرف أيضا بمجرّد الثعلب بما أنه أكثر أنواع الثعالب شيوعا، خصوصا في بريطانيا وأيرلندا حيث لم يعد يوجد أي نوع بري من الكلبيات سواه.
ينتشر الثعلب الأحمر عبر مناطق متنوعة وشاسعة من العالم مما يجعله أكثر اللواحم انتشارا على وجه الكرة الأرضية، فهو ينتشر عبر كندا، ألاسكا، معظم الولايات المتحدة، أوروبا، شمال أفريقيا، وجميع أنحاء آسيا تقريبا بما فيها اليابان، كما تم إدخاله إلى أستراليا في القرن التاسع عشر. تتميز الثعالب الحمراء، كما يوحي اسمها، بفرائها الذي يتراوح لونه ما بين البني المحمر والأحمر الصدئ كما يوجد نمط فضيّ لهذه الحيوانات في بعض الأحوال، وقد دجّن العديد من هذه الثعالب الفضية للحصول على فرائها المستخدم في صناعة المعاطف الثمينة.
يظهر الثعلب الأحمر في الفلكلور والتراث الإنساني بكثرة، وغالبا مايتم ربطه بالدهاء والمكر والاحتيال، وفي أحيان يظهر على أنه شرير وأحيان أخرى على أنه مظلوم يستخدم دهائه لينقذ نفسه في اللحظة الأخيرة. وقد كان دهاء هذه الحيوانات مصدر إعجاب وتقدير لبعض الحضارات بينما كان سببا لمقتها وكراهيتها بالنسبة للبعض الآخر الذين غالبا ما يصفوها بالحيوانات الطفيليّة. ولا يزال أكثر الناس حتى اليوم يربطون الثعلب الأحمر بالأذى والضرر أكثر من اعتباره حيوان مثير للشفقة، ويظهر ذلك جليّا لدى المزارعين ومربي الدواجن بالأخص.

## الانتشار

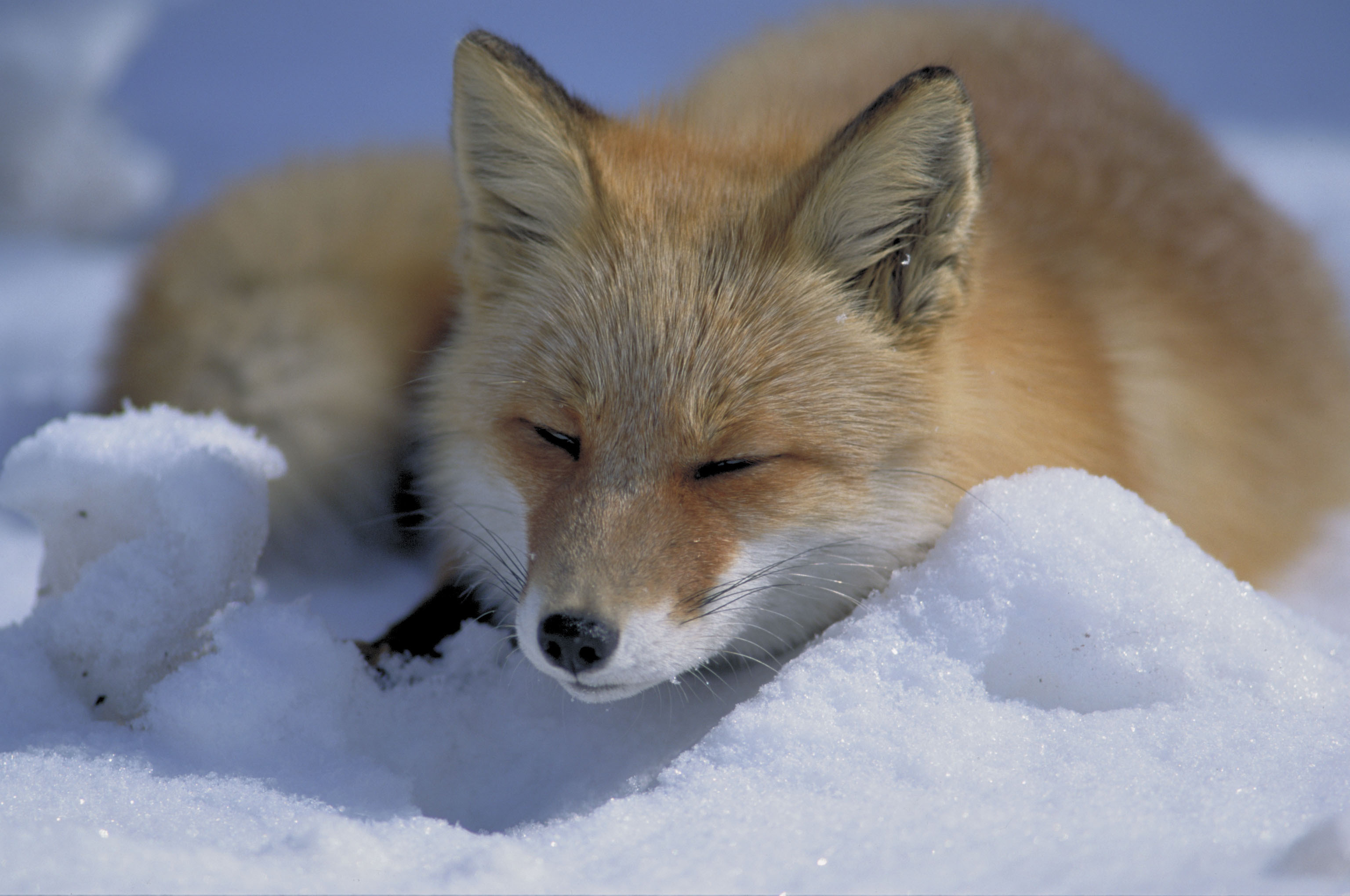
ثعلب أحمر ياباني مستلق على الثلج في هوكايدو في اليابان.

ينتشر الثعلب الأحمر اليوم عبر معظم أمريكا الشمالية وأوراسيا، جنوبي أستراليا، وبعض المناطق في شمال أفريقيا. والثعالب الحمراء نوع دخيل في أستراليا وتعتبر مشكلة بيئية خطيرة حيث أنها قد انتشرت كثيرًا لتقضي بذلك على أعداد كبيرة من الحيوانات البلدية، بعد أن استقدمت إلى البلاد قرابة العام 1850 لتشجيع رياضة الصيد التي كان المستوطنون الإنكليز معتادين عليها في بلدهم الأصلي، أو للسيطرة على أعداد الأرانب الدخيلة التي كانت تهدد المحاصيل الزراعية وتفسد الأراضي، كما يرى بعض المؤرخين.
تعيش هذه الثعالب في أمريكا الشمالية في الغابات الصنوبرية، وقد تم إدخالها إلى بعض الغابات النفضية في المناطق الأكثر اعتدالا من القارة، وقد أظهرت بعض الدلائل من الأحافير مؤخرا بأن موطن هذه الثعالب القاطنة للغابات الصنوبرية كان يمتد جنوبا إلى جبال الروكي أو الجبال الصخرية. وتعتبر ثعالب الغابات الصنوبرية الثعالب الحمراء الأصلية لأمريكا الشمالية، أما ثعالب الغابات النفضية فتتحدر من الثعالب الحمراء الأوروبية التي أحضرت إلى الولايات المتحدة ما بين عاميّ 1650 و1750، وأطلق سراحها في جنوب غرب البلاد لتشجيع رياضة الصيد، كما استقدم البعض منها إلى كاليفورنيا لتربيتها في المزارع للحصول على فرائها. ويعرف بأن أول من أحضر ثعالب أوروبية إلى أمريكا كان روبرت بروك الذي يقال بأنه استقدم 24 ثعلبا أحمر من إنكلترا، ويعتقد بأن الجمهرة الدخيلة قد تزاوجت مع الجمهرة البلدية لتوجد حاليا جمهرة هجينة بين الاثنين.
ويعيش في الهند ثلاث سلالات من الثعلب الأحمر هي: السلالة التبتيّة (Vulpes vulpes montana) التي تعيش في لداخ وجبال الهيمالايا، سلالة كشمير (Vulpes vulpes griffithi) التي تتواجد في كشمير وبشكل أقل في لداخ، وسلالة الصحراء الهندية (Vulpes vulpes pusilla) التي تعيش في صحراء تار في راجستان وفي إقليم كوتش في ولاية غوجرات. وفي آسيا عدة سلالات أخرى للثعلب الأحمر منها السلالة اليابانية (Vulpes vulpes japonica) التي هاجرت من الهند إلى الصين منذ آلاف السنين ومن ثم وصلت اليابان حيث يعرف الآن الثعلب الأحمر باسمه الياباني «كيتسوني» (باليابانية: 狐 = كيتسوني)، وفي الدول العربية أربعة سلالات من الثعلب الأحمر هي: السلالة المصرية (Vulpes vulpes aeygptica) التي تعيش في مصر وليبيا، والسلالة العربية (Vulpes vulpes arabica) التي تعيش في شبه الجزيرة العربية وجنوب فلسطين، والسلالة البربرية (Vulpes vulpes barbara) التي توجد في جبال الأطلس وشمال تونس والجزائر، والسلالة الفلسطينية (Vulpes vulpes palaestina) التي تعيش في بلاد الشام.

## الوصف الخارجي

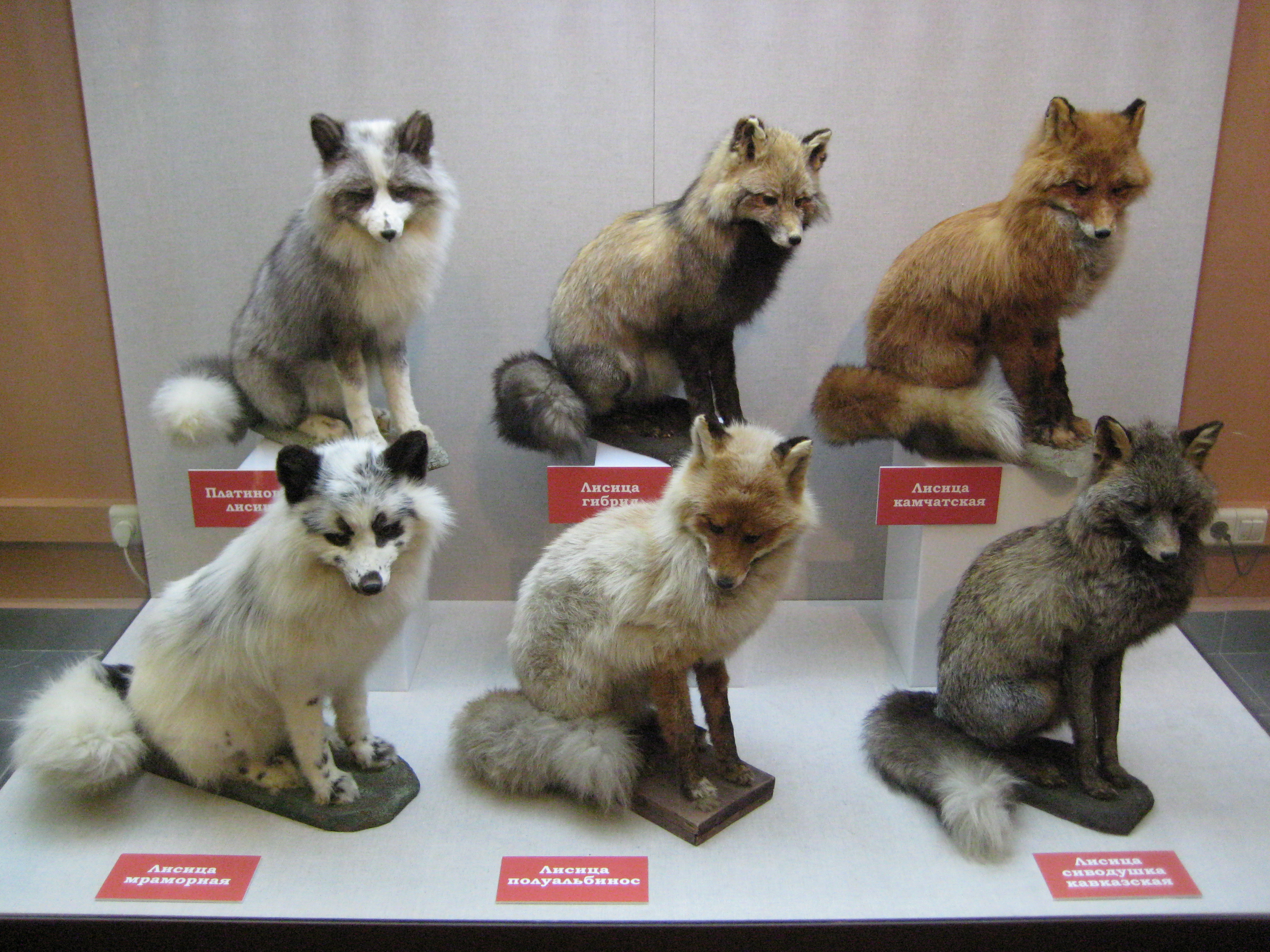
ثعالب حمراء محنطة ذات أنماط لونية مختلفة.

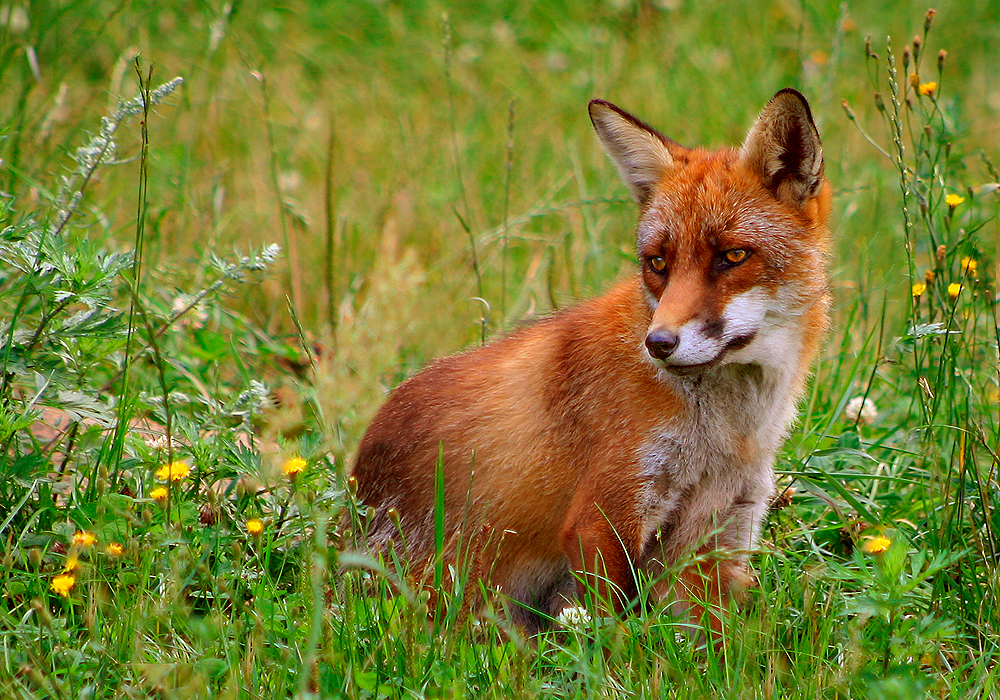
ثعلب أحمر في إحدى المروج في الدنمارك.

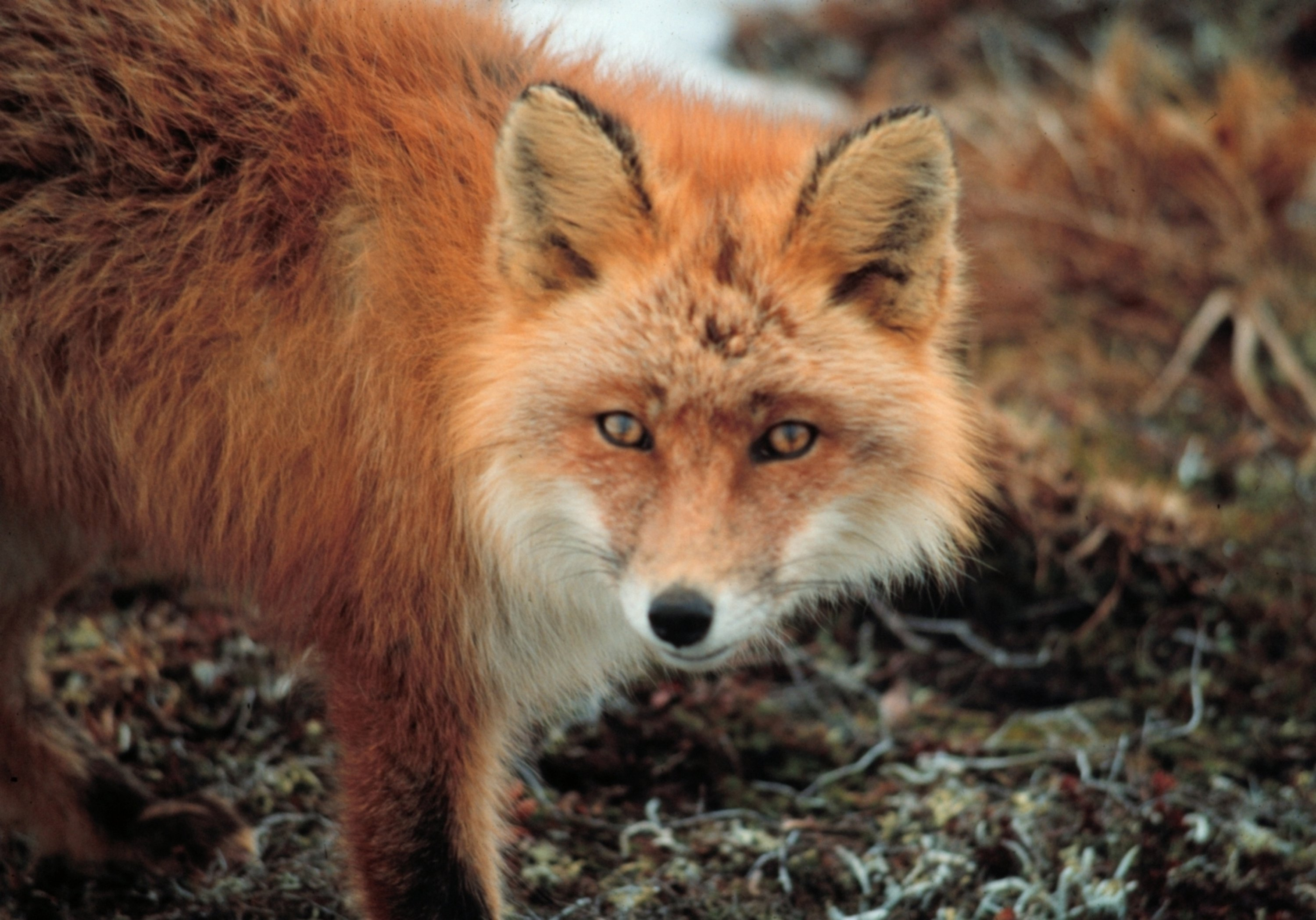
ثعلب أحمر من أمريكا الشمالية، لاحظ الفرق بينه وبين الثعلب من الدنمارك.

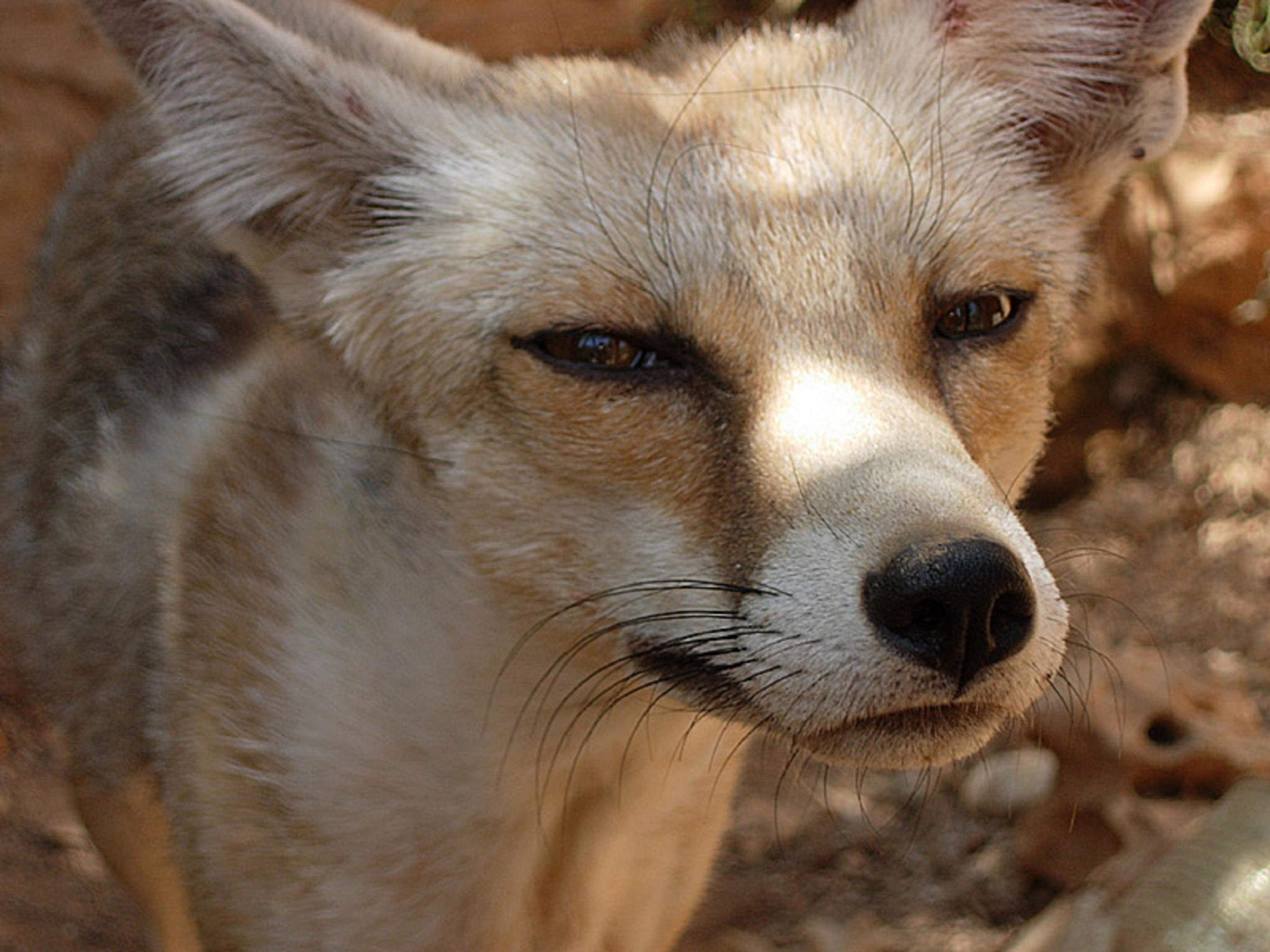
وجه ثعلب أحمر من السلالة الفلسطينية في محمية لإكثار الحياة البرية في لبنان.

يعتبر الثعلب الأحمر أكبر أنواع الثعالب المنتمية إلى جنس الثعالب الحقيقية (باللاتينية: Vulpes) حيث يمكن للثعلب البالغ منها أن يصل في وزنه إلى ما بين 2.7 و6.8 كيلوغرامات (6 - 15 رطلا)، إلا أن هذا يختلف من منطقة لأخرى، فثعالب كندا وألاسكا تكون أكبر حجما من ثعالب بريطانيا التي تكون أكبر حجما بدورها من ثعالب جنوبي الولايات المتحدة، ويمكن تقدير حجم الثعلب من خلال النظر إلى حجم آثار قوائمه التي يبلغ عرضها 4.4 سنتيمترات (1¾ إنش) في العادة وطولها 5.7 سنتيمترات (2¼ إنش)، وتبلغ المسافة بين خطوات الثعلب عندما يهرول ما بين 13 إلى 15 بوصة. والثعالب الحمراء حيوانات مثنوية الشكل جنسيّا، إذ أن الذكور أضخم حجما من الإناث وتفوقها وزنا بنسبة 15%.
يكون لون الثعلب الأحمر في العادة أحمر صدئا على القسم العلوي من الجسد، وأبيض على المعدة وآخر الذيل الكث، كما تكون أطراف الأذان سوداء. ويمكن لفراء الثعلب الأحمر أن يتدرج لونه من القرمزي إلى الذهبي كما تكون أطراف كل شعرة على حدة بنية، سوداء، حمراء، أو بيضاء ويمكن رؤيتها عن قرب. تكون الثعالب الأمريكية طويلة وناعمة الشعر على عكس الثعالب الأوروبية التي يكون شعرها قصيرا وأقل نعومة، وفي البرية هناك نمطان آخران للثعلب الأحمر أحدهما هو الفضي أو الأسود الذي يشكل نسبة 10% من الجمهرة البرية وأغلبية الجمهرة المستأنسة، ولحوالي 30% من الثعالب البرية نمط أسود إضافي بالإضافة للونها الأحمر الذي يظهر في العادة على شكل خط أسود يمتد ما بين الكتفين وعلى طول الظهر، كما يشكل تقاطعا أو صليبا على الكتفين، ومن هنا جاء الاسم الإنكليزي لبعض الثعالب الحمراء: «كروس فوكس» = ثعلب الصليب، ثعلب التقاطع، (بالإنكليزية: cross fox، التي تترجم في العربية أحيانا بالثعلب الهجين). يمكن للأفراد من الجمهرة المستأنسة أن يولدوا بأي لون تقريبا بما فيه الأنماط المرقطة والمعرّقة.

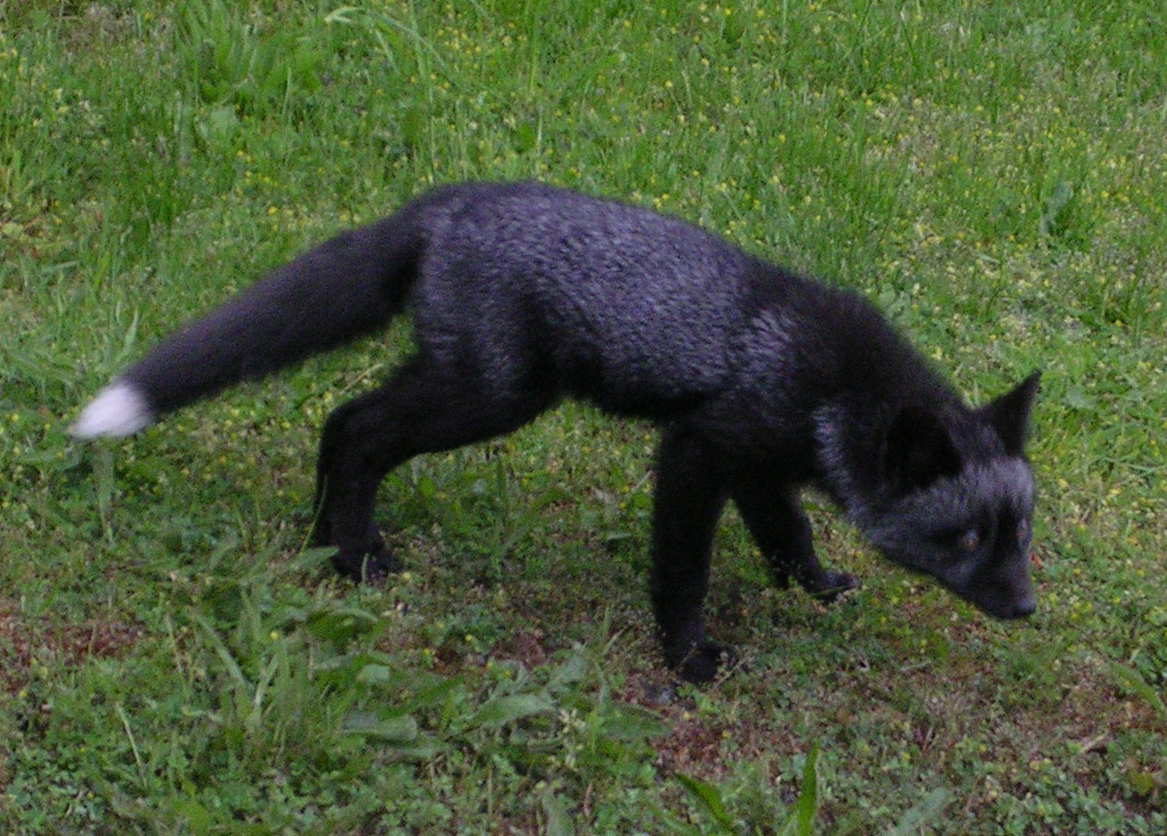
إن لون الثعالب الحمراء قد يختلف بشكل كبير بين المناطق كما تظهر هذه الصورة من جزيرة سان خوان.

عينا الثعلب ذهبيتا اللون ضاربتان إلى الصفار، وللثعلب الأحمر بؤبؤان ضيقان يشبهان بؤبؤ السنوريات كما أن نظرها حاد كما نظر الهررة مما أدى بالبعض إلى تسميتها «بالكلبيّات شبيهة القطط» خصوصا بعد النظر إلى رشاقتها الاستثنائية بالنسبة لباقي أصناف فصيلة الكلبيات. يُساعد ذيل الثعلب الطويل والثخين هذه الحيوانات على القفز لمسافات بعيدة أو مرتفعة كما يمكنها من القيام بحركات معقدة، وتساعدها قوائمها الطويلة على العدو بسرعة 70 كيلومتر في الساعة (45 ميل في الساعة) مما يمكنها من الإمساك بالطرائد السريعة الحركة كالأرانب وتفادي الضواري الأكبر حجما.
ومن العلامات التي تميز الثعالب الحمراء هي ذيلها الكث الذي يبلغ طوله ثلث طول الجسد. يُستخدم الذيل للتدفئة وكوسادة للنوم، إضافة إلى كونه يُشكل أداة تواصل. كذلك يُساعد الذيل صاحبه على التوازن عندما يقفز لمسافة طويلة. يُمكن تمييز الثعالب الحمراء عن غيرها من الكلبيات عن طريقة القسم الأبيض الأخير من ذيلها الذي تفقده جميع الحيوانات المنتمية لهذه الفصيلة.
تبلغ المسافة بين أنياب الثعلب الأحمر إجمالا ما بين 18 إلى 25 مليمتر (ما بين 0.7 و1.0 إنش)، وتفتقر الثعالب إلى العضلات اللازمة في وجهها والتي تمكنها من التكشير عن أنيابها، على عكس معظم الكلبيّات الأخرى. ينمو للثعلب الأحمر فراء إضافي أثناء فصل الشتاء، ويقوم هذا الفراء الشتوي، كما يسمّى، بتدفئة الحيوان في هذا الفصل وفي البيئات الأكثر برودة، ويقوم الثعلب بطرح فرائه عند بداية الربيع ليعود له الفراء القصير طيلة فترة الصيف..

## علاقة النوع بالبيئة حوله

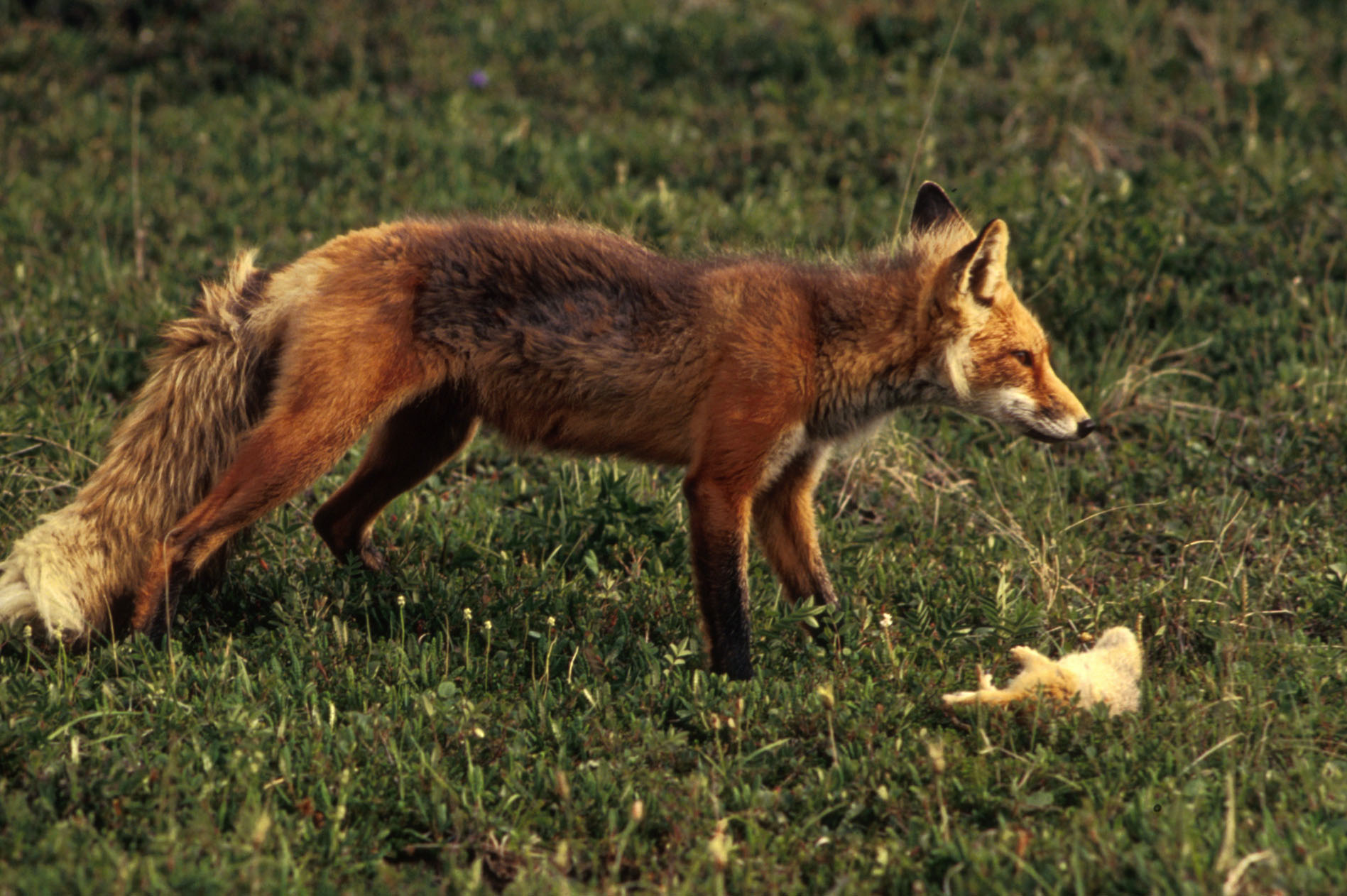
ثعلب أحمر مع طريدة.

توجد الثعالب الحمراء في عدة أنواع من المساكن، فيمكن أن تعيش في المروج وأراضي الأشجار القمئية والآجام إلى مختلف أنواع الغابات، وهي تعتبر متأقلمة مع العيش جنوب الدائرة القطبية الشمالية إلا أنها قد توجد في بعض المناطق أقصى الشمال أحيانا حيث تتنافس مع الثعلب القطبي على السكن في التوندرا. كما أن هذه الثعالب قد أصبحت متأقلمة مع العيش في ضواحي المدن وحتى المدن ذاتها في بعض أنحاء أوروبة وأمريكا الشمالية حيث تتنافس على الغذاء مع القطط المستأنسة الشريدة والراكون الذي تأقلم للعيش في هذه البيئات أيضا.

### الحمية

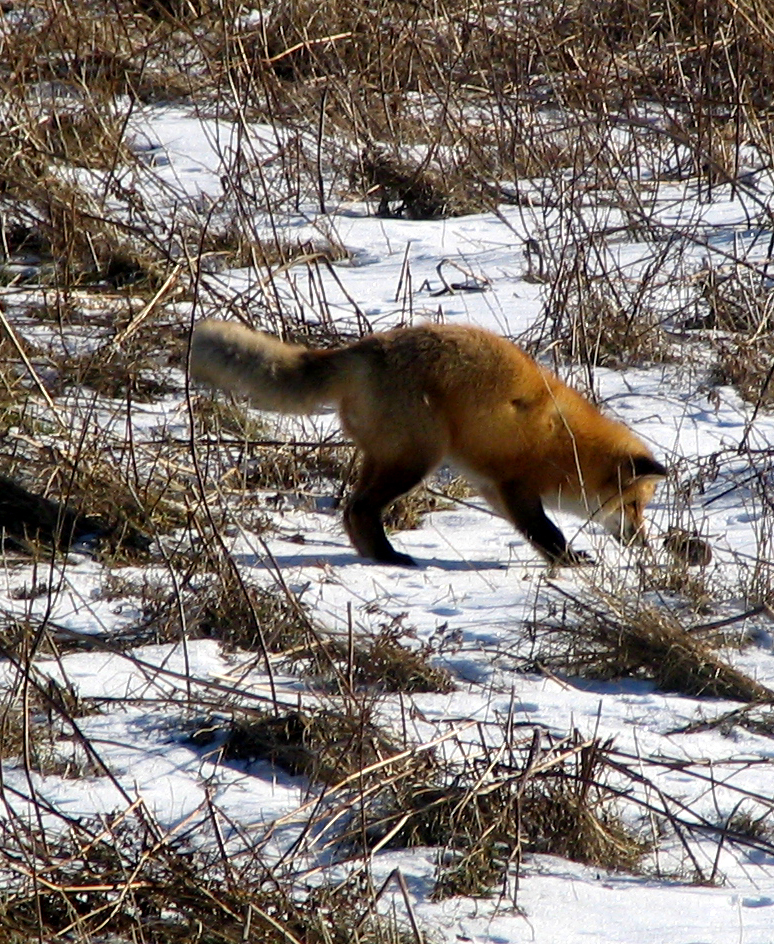
ثعلب أحمر يصطاد قارضا يقبع تحت الثلج.

الثعالب الحمراء حيوانات لاحمة كثيرًا، وتشكل اللافقاريات مثل الحشرات، الرخويات، ديدان الأرض، والأربيان معظم حميتها الغذائية، كما وتأكل هذه الحيوانات بعض الفاكهة مثل التوت، العنب، التفاح، الخوخ وغيرها. أما الفقاريات التي تتغذى عليها فتشمل القوارض (من شاكلة الفئران وفئران الزرع)، الأرانب، الطيور، البيض، البرمائيات، الزواحف الصغيرة، والأسماك. ويعرف عن الثعالب الحمراء بأنها تقتل أخشاف الأيائل، وفي إسكندنافيا يعتبر افتراس الثعالب السبب الرئيسي وراء نفوق العديد من أخشاف اليحمور المولودة حديثا، وفي فلسطين ولبنان تفترس هذه الثعالب صغار غزلان الجبل كثيرًا مما يتحكم بأعدادها ويمنعها من التزايد بشكل كثيف. وتقوم الثعالب الحمراء بتقميم الجيف وأي مصدر آخر للطعام، وفي المناطق المأهولة تقوم بالتقميم من قمامة البشر كما تأكل من أطباق أكل الحيوانات الأليفة المتروكة في الخارج، وقد أظهرت التحاليل التي جرت لحمية ثعالب المدن وثعالب الأرياف أن نسبة الطعام المقمم لدى الأولى يفوق الثانية بكثير. تأكل الثعالب الحمراء إجمالا قرابة 0.5 - 1 كغم (رطلا واحدا أو اثنين) من الطعام كل يوم.
تصطاد هذه الثعالب بمفردها إجمالا، وهي تقدر أن تحدد موقع الطريدة الصغيرة بين الأعشاب الكثيفة بواسطة سمعها الحاد، وما أن تحدد الموقع حتى تقفز عاليا في الهواء لتهبط على طريدتها، كما وتقوم بالتسلل نحو بعض الفرائس الأكبر حجما مثل الأرانب حيث تبقى مختبئة ومن ثم تطاردها لمسافة قصيرة قبل أن تمسك بها، وقد تقوم هذه الحيوانات أيضا بخداع الأرانب عن طريق المشي أمامها متظاهرة بأنها غير عابئة بالصيد قبل أن تهاجم أحدها فجأة، وهذا الأمر الذي أدى إلى كسب الثعلب الأحمر لسمعته الشهيرة بين الشعوب المختلفة على أنه محتال وخبيث ومن هنا يأتي تعبير «مخادع كالثعلب» أو «محتال كالثعلب». تميل الثعالب أن تكون متمسكة بطريدتها حيث لا تشاركها مع غيرها من الثعالب أبدًا، ويستثنى من ذلك الثعلب الذكر الذي يطعم أنثاه أثناء فترة المغازلة، والأنثى التي تطعم صغارها.
للثعلب الأحمر معدة صغيرة نسبيا مقارنة بحجم جسده، ولا يستطيع الثعلب سوى أن يأكل نصف كمية الطعام التي تأكلها الكلاب والذئاب نسبة لحجم جسدها (حوالي 10% مقابل 20% للذئاب والكلاب). وخلال أوقات الوفرة تقوم الثعالب الحمراء بتخزين طعامها لأوقات الحاجة ولاتقاء خطر الموت جوعا في أيام القلّة، وغالبا ما تقوم بتخزين طعامها في حفر ليست بعميقة (يبلغ عمقها ما بين 5 و10 سنتيمترات)، كما تقوم بحفر عدد من هذه الحفر عبر حوزها وتخزن فرائسها فيه عوضا عن حفر حفرة واحدة فقط، ويعتقد أن السبب وراء ذلك هو لتحاشي فقدان مخزون الطعام كله بحال عثر عليه ثعلب آخر.

### العلاقة مع الضواري الأخرى
يعتبر الثعلب الرمادي أكثر أنواع الثعالب شيوعا في أمريكا الشمالية إلى جانب الثعلب الأحمر، ويقطن كل من النوعين مساكن مختلفة، فالثعلب الأحمر يفضل المناطق الهضابية القليلة السكان ذات الأحراج المتفرقة والمستنقعات والجداول، بينما يتواجد الثعلب الرمادي في مناطق الأشجار القمئية، المستنقعات، والجبال الوعرة. وتهيمن الثعالب الرمادية الأصغر حجما على قريبتها الحمراء في المناطق التي يقطنها كلا من النوعين بسبب عدائيتها الأشد، وبالمقابل فإن الثعالب الحمراء أكثر عدائية من الثعالب القطبية وتستطيع أن تهيمن عليها وتنافسها على الجحور والغذاء المحدود في الشمال. كذلك، فإن الثعالب الحمراء قاطنة وادي القديس يواقين في كاليفورنيا، تتنافس مع ثعالب الهريرة قاطنة تلك المنطقة والمعرضة للانقراض.
وتعيش الثعالب الحمراء إلى جانب القيوط في بعض المناطق في أمريكا الشمالية، وفي هذه الحالة فإن أحواز الثعالب تكون في الغالب خارج حدود أحواز القيوط، ويعتقد أن السبب وراء ذلك هو لتفادي الاحتكاك المباشر مع تلك الحيوانات الأكبر حجما. إلا أنه وعلى الرغم من ذلك يحصل العديد من الاحتكاك بين كلا النوعين في البرية إلا أن ردة الفعل تختلف باختلاف الظروف حيث يمكنها أن تتراوح من عدم المبالاة بالنوع الآخر إلى العدائية الشديدة، وغالبا ما تكون القيوط هي البادئة بهجوم عدائي على الثعالب ولا يعرف عن تلك الأخيرة أنها تتصرف بعدائية تجاه القيوط إلا بحال كان الأخير هو البادئ بالهجوم أو كانت جراؤها معرضة للخطر. وقد تمت مشاهدة الثعالب الحمراء والقيوط تقتات جنبا إلى جنب وتتجاهل بعضها كليا في العديد من المرات.
تتشاطر الثعالب الحمراء مسكنها مع بنات آوى الذهبية في بلاد الشام، وينافس كلا النوعين الآخر على مصادر غذائهما المتماثلة تقريبا، وتتجاهل الثعالب روائح بنات آوى وآثارها الموجودة ضمن حوزها كما تتفادى الاحتكاك المباشر معها، وقد أظهرت الدراسات أن المناطق التي تزايدت فيها أعداد بنات آوى تناقصت فيها أعداد الثعالب بصورة ملحوظة والظاهر أن هذا يعود إلى قيام بنات آوى بقتل الثعالب لتزيل أي منافسة لها على مصادر الطعام.
وفي أوروبة تنافس الثعالب الحمراء الغرير الأوراسي على الغذاء المتمثل في ديدان الأرض، البيض، الفاكهة، كما على الجحور، ويعرف عن الغرير بأنه يقتل ويأكل جراء الثعلب، إلا أن الاحتكاك العنيف بين النوعين نادر إجمالا بما أن كلا منهما يتجاهل الآخر بحال شاهده، ويعرف عن بعض الثعالب الحمراء أنها شاركت غريرا في السكن في جحرها بعض الأوقات.
و تتقاطع مناطق الثعالب الحمراء في أوروبة أيضا مع مناطق الوشق الأوراسي، ويعرف بأن أعداد الثعالب تكون قليلة في المناطق التي تتشارك فيها الأرض مع الأوشاق إذ أن الأخيرة تقتل الثعالب بشكل مستمر خلال فصلي الشتاء والربيع خصوصًا أي الفترة التي تقوم فيها الثعالب بإنشاء حوز لها. تُشكل الثعالب الحمراء طرائد للذئاب الرمادية، العقبان الذهبية، أسود الجبال، والدببة.

## السلوك

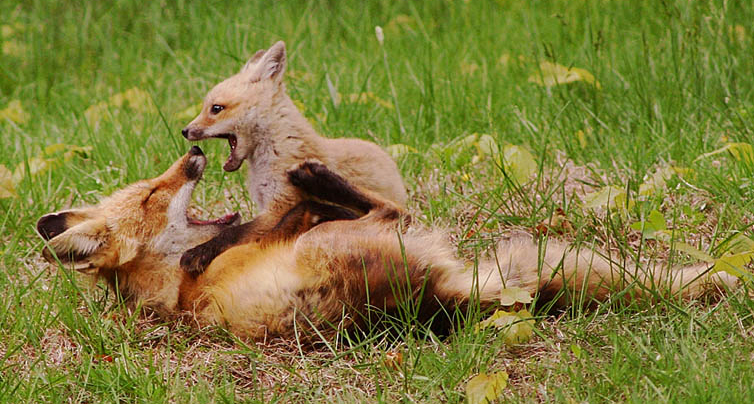
ثعلبة تلعب مع جروها.

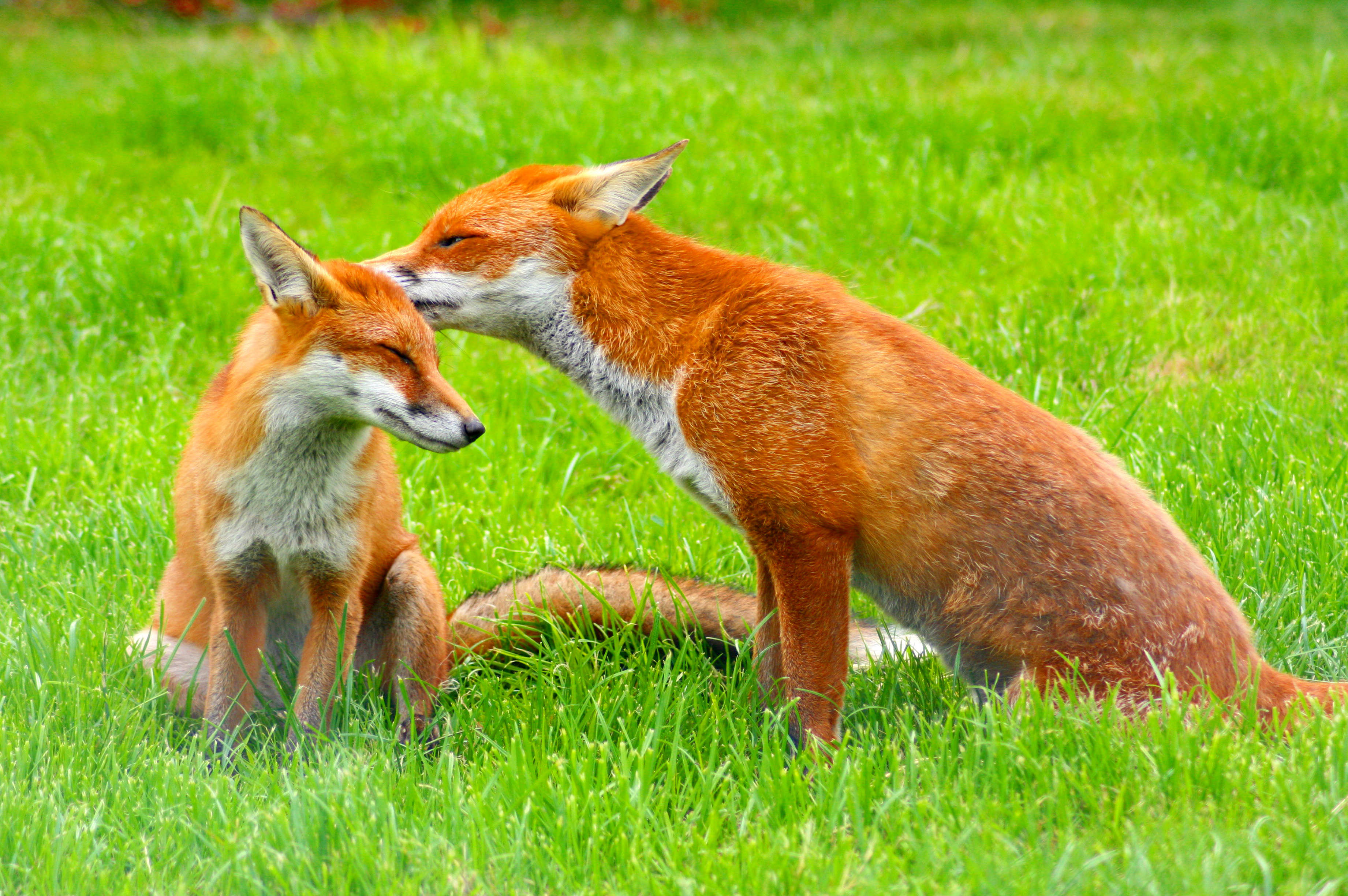
زوج من الثعالب الحمراء الأوروبية في مركز الحياة البرية البريطانية، ساري، انجلترا

يختلف سلوك الثعلب الأحمر بناءً على اختلاف البيئة التي يسكنها، ويقول الباحثين دافيد و. ماكدونالد وكلاوديو سيليرو زبيري في كتاب الخواص الأحيائية والمحافظة على الكلبيّات البرية بأن أي جمهرتين مختلفتين من الثعالب الحمراء يمكن أن يختلف سلوكهما لدرجة وكأنهما نوعين مختلفتين. ينشط الثعلب الأحمر عند الغسق إجمالا ويميل أن يكون ليلي النشاط في المناطق التي يكثر فيها النشاط البشري كالمناطق المأهولة وذات الإنارة الكهربائية، والثعلب الأحمر صياد انفرادي وبحال اصطاد عدد من الطرائد يزيد عن حاجته فسوف يقوم بتخزين الطعام الزائد في حفر في الأرض ليأكله لاحقا.
يمتلك كل ثعلب منطقة خاصة به إجمالا ولا يشاطرها مع ثعلب آخر إلا خلال الشتاء ومن ثم يعود ليعيش منفردا خلال الصيف، وتبلغ مساحة حوز الثعلب حوالي 50 كلم² (19 ميل مربع) إلا أن نطاق تنقله بداخلها أصغر بكثير إذ يبلغ أقل من 12 كلم² (4.6 أميال مربّعة) في المناطق الغزيرة الطرائد فقط. ويكون هناك عدة جحور في كل منطقة، وقد يستحوذ الثعلب على البعض من هذه الجحور من حيوانات أخرى مثل المرموط، ويحفر البعض الآخر. وتستخدم الثعالب حجرا كبيرا رئيسيا للسكن خلال الشتاء ولولادة الصغار وتربيتها، وتستخدم الجحور الأخرى الموزعة عبر حوزها للطوارئ ولتخزين الطعام، وغالبا ما توصل هذه الجحور مع الجحر الرئيسي بسلسلة من الأنفاق، ويقوم الثعلب بتعليم حدود منطقته عن طريق تعليم النباتات والشجيرات بسائل ذو رائحة يصدره من غدة فوق الذيل.
يعتبر الثعلب الأحمر حيوانا أحادي التزاوج أي أنه يكتفي بشريك واحد طيلة حياته، إلا أن هناك بعض الأدلة على تعدد الأزواج في بعض الأحيان لعدة أسباب منها التصرف المناطقي الزائد عن حده للذكر خلال موسم التزاوج، حيث ينزع الذكر إلى التوغل في مناطق ذكور أخرى وطردها لكي يضمن أن أي منها لن يدخل منطقته ويتزاوج بعدها مع الأنثى المقيمة، ومن الأسباب الأخرى لهذا التصرف تقاطع مناطق عدة إناث مع منطقة ذكر واحد، ويعتقد بأن تقاطع المناطق يحصل في العادة بسبب قلّة بعض الموارد الأساسية للبقاء في منطقة الثعلبة الأصلية مثل الطرائد. تشكل الثعالب الحمراء أزواجا خلال الشتاء، ويتعاون كل من الزوجين لتربية جرائهما الذي يبلغ عددهم ما بين 4 و6 (تسمى جراء الثعلب بالعربية أيضا «ضغابيس») والذين يولدون خلال هذا الفصل، وتستقل الجراء عن والدتها ما أن تصل لسن البلوغ (ما بين 8 و10 شهور تقريبا)، وبحال لم تذهب لشأنها من تلقاء نفسه فإن الأم تقوم بطردها.
قد تقوم الثعالب الحمراء بالعيش في مجموعات عائلية في بعض الأحيان، ولا يزال العلماء غير مدركين للسبب الذي يجعلها تقوم بهذا، إلا أن بعض الباحثين يعتقد بأن بقاء بعض الضغابيس الغير متناسلة (التي لن تتناسل في حياتها أو لم تتناسل بعد) يزيد من فرص بقاء الجراء في البطن التالي بما أن الجراء السابقة ستقوم بمساعدة الأبوين على تربية الصغار، بينما يرى البعض الآخر من الباحثين أن هذا السلوك لا يشكل فارقا كبيرا بالنسبة لبقاء جراء البطن التالي وإن الأبوين لا يقومون بطرد أبنائهما السابقين بحال كان هناك فائض في الموارد الغذائية يكفيها ويكفي الضغابيس الجديدة فقط.
تتخاطب هذه الحيوانات مع بعضها البعض عبر وسائل مختلفة منها التعابير الجسدية وأنواع مختلفة من الأصوات. وللثعلب الأحمر نمط واسع من الأصوات يتراوح من نعيق مميز يصدره الثعلب على ثلاث درجات ويعرف باسم «نداء الضائع» إلى صراخ يشابه صراخ الإنسان، كما وتتخاطب الثعالب مع بعضها بواسطة الرائحة حيث تقوم بتعليم حدود منطقتها وطعامها بالبول والبراز. يقول الباحث جيمس جون أودوبون بأن الثعالب ذات نمط الصليب تميل أن تكون أكثر خجلا من تلك الحمراء بالكامل ولعل السبب في ذلك يعود إلى قيمة فراء ثعالب الصليب الأكثر قيمة من الحمراء الكاملة التي تجعل الصيادين يلاحقونها بشكل مكثف مما يجعلها تحاول تفادي الاقتراب من البشر.

## عادات التناسل

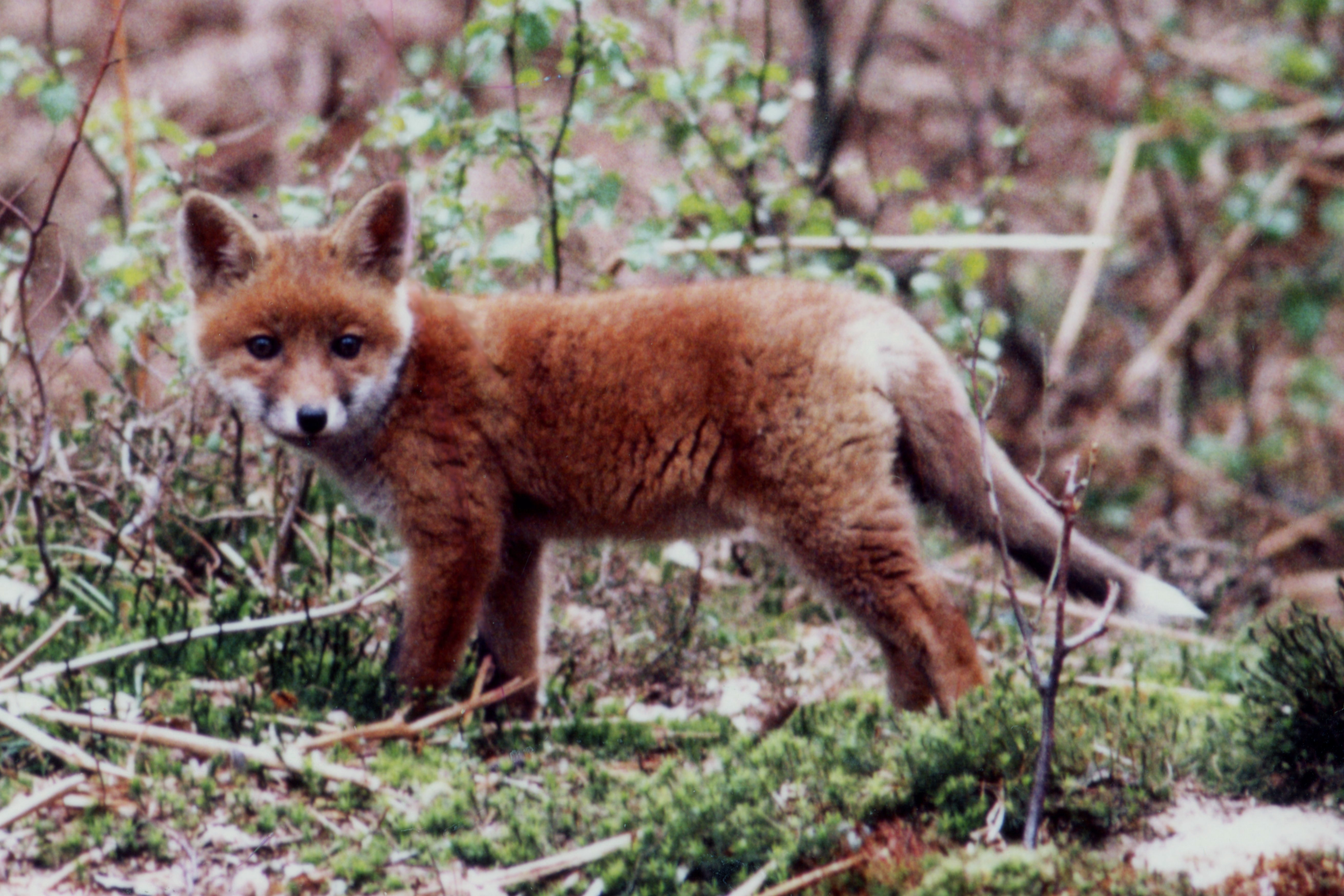
ضغبوس في غابة نورماندي في فرنسا.

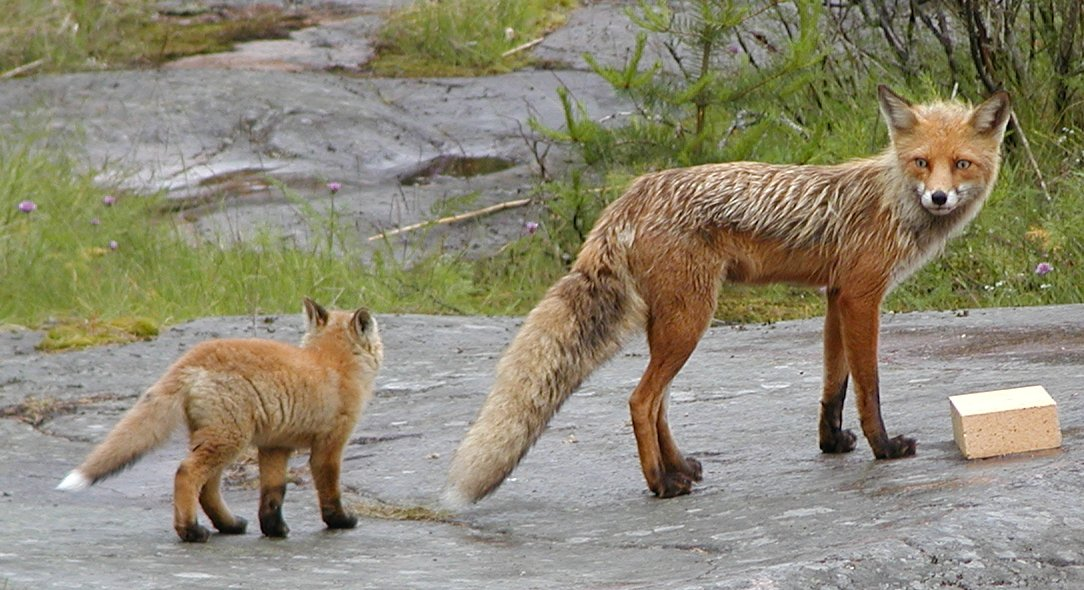
ثعلبة وجروها.

تختلف فترة تناسل الثعالب الحمراء اختلافا شاسعا بين الجمهرات المختلفة وذلك يعود إلى اتساع موطن هذا النوع كثيرًا، فالجمهرات الجنوبية تتناسل خلال شهر ديسمبر إلى يناير، والجمهرات الوسطى من يناير إلى فبراير، بينما تتناسل الشمالية خلال فبراير إلى أبريل. وللإناث دورة نزوية سنوية تمتد ما بين يوم واحد و6 أيام، وتكون المجامعة صاخبة وقصيرة المدة لا تزيد عادة على أكثر من 20 ثانية، وعلى الرغم من أن الأنثى قد تتزاوج مع العديد من الذكور (التي تتقاتل مع بعضها للحصول على حق التزاوج) إلا أنها لا تستقر ولا تساكن إلا ذكرا واحدا.
تقوم الذكور بإطعام الإناث طيلة فترة حملها إلى ما بعد الولادة وبعد ذلك يترك الذكر أنثاه وحدها مع الجراء في الجحر الذي يسمى في هذه الحالة «جحر حضانة»، ويتألف البطن في العادة من خمسة ضغابيس إلا أنه قد يبلغ عددها في بعض الأحيان قرابة 13 ضغبوسا، وتولد الجراء عمياء وتزن قرابة 150 غراما (0.33 أوقيّة) وتفتح أعينها بعد أسبوعين وتخطو خطواتها الأولى خارج الجحر عندما تبلغ خمسة أسابيع ومن ثم تفطم تماما بعد عشرة أسابيع.
تستقل الجراء عن والدتها في خريف العام ذاته لتسيطر على حوز خاص بها، وتصل الثعالب الحمراء إلى النضج الجنسي عندما تبلغ عشرة أشهر، وهي تعيش لثلاث سنوات في البرية إجمالا، أما في الأسر فإنها قد تصل لسن 12 سنة.

## علاقة النوع بالإنسان

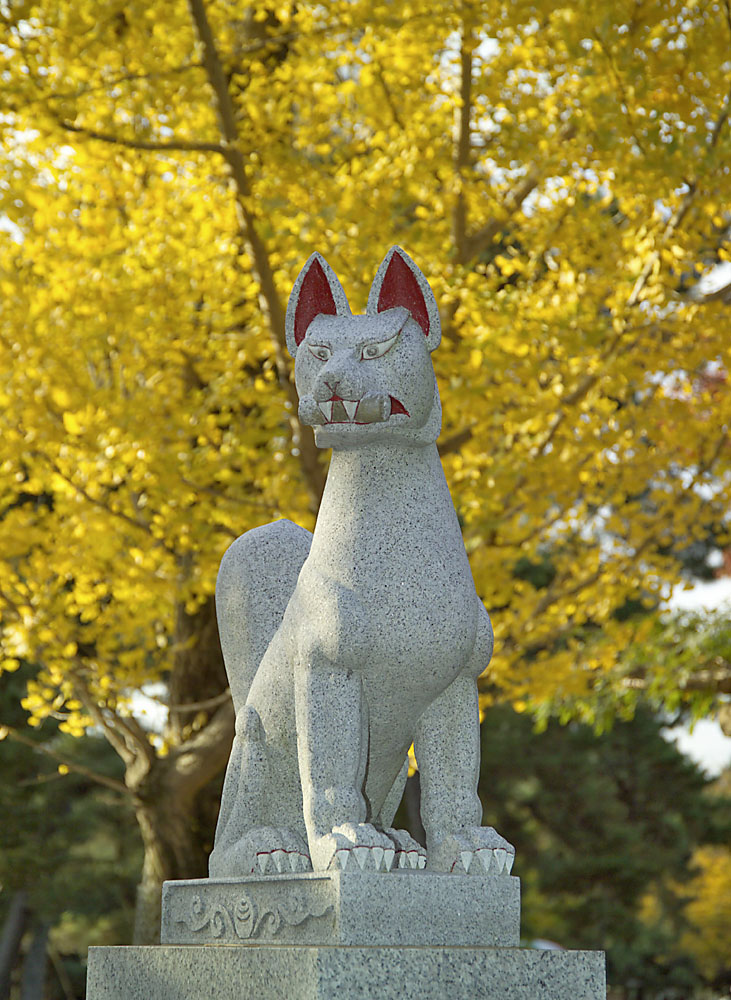
منحوتة للثعلب الأحمر في اليابان.

للثعلب الأحمر نظرة سلبية وإيجابية في نفس الوقت من قبل البشر، ويظهر هذا الأمر جليا في بريطانيا خاصة حيث كان صيد الثعالب بواسطة الكلاب رياضة تقليدية يرخّص لها في بعض الأحيان لتنقية النوع، أي لصيد الثعالب المريضة والكبيرة في السن أو ذات العيوب والإبقاء على الأفراد السليمة لإنتاج جمهرة سليمة، إلا أن هذا الأمر أصبح غير مشروع في إسكتلندا منذ أغسطس 2002 وفي إنكلترا وويلز منذ فبراير 2005. ويظهر الثعلب في العديد من الروايات الفلكلورية البريطانية والشعبية حول العالم، غالبا على أنه شرير ماكر أو مسكين لا حول له ولكنه يتغلب دوما على محاولات الإنسان للإمساك به أو السيطرة عليه.
يعتبر الثعلب الأحمر ناقلا للأمراض كغيره من الحيوانات البرية، وتعتبر هذه الحيوانات مساعدة لبعض المزارعين ومصدر إزعاج للبعض الآخر، فهي تفترس الحيوانات التي تهدد المحاصيل الزراعية وفي نفس الوقت تقتات على الدواجن مما يدخلها في صراع مع المزارعين الذين يربون هذه الطيور. وفي بعض المناطق ينظر إلى الثعلب الأحمر على أنه مصدر للطعام، وقد كانت الثعالب مضطهدة من البشر لفترة طويلة أما الآن فقد قلّت نسبة اضطهادها بسبب الأفلام الوثائقية التي تظهر طريقة عيشها بالبرية وتوضّح الكثير من المعلومات حولها للناس، وأيضا بسبب إظهارها بشكل يستدعي التعاطف معها في العديد من القصص الخيالية. تعتبر الثعالب الحمراء نوعا محميّا في هونغ كونغ بموجب قانون حماية الحياة البرية. وفي اليابان، تُعتبر الثعالب الحمراء رسولة لإله الزرع «إناري»، ولعلّ السبب في ذلك يعود إلى عادتها في الاقتيات على القوارض التي تدمر المحاصيل الزراعية.

## الصيد

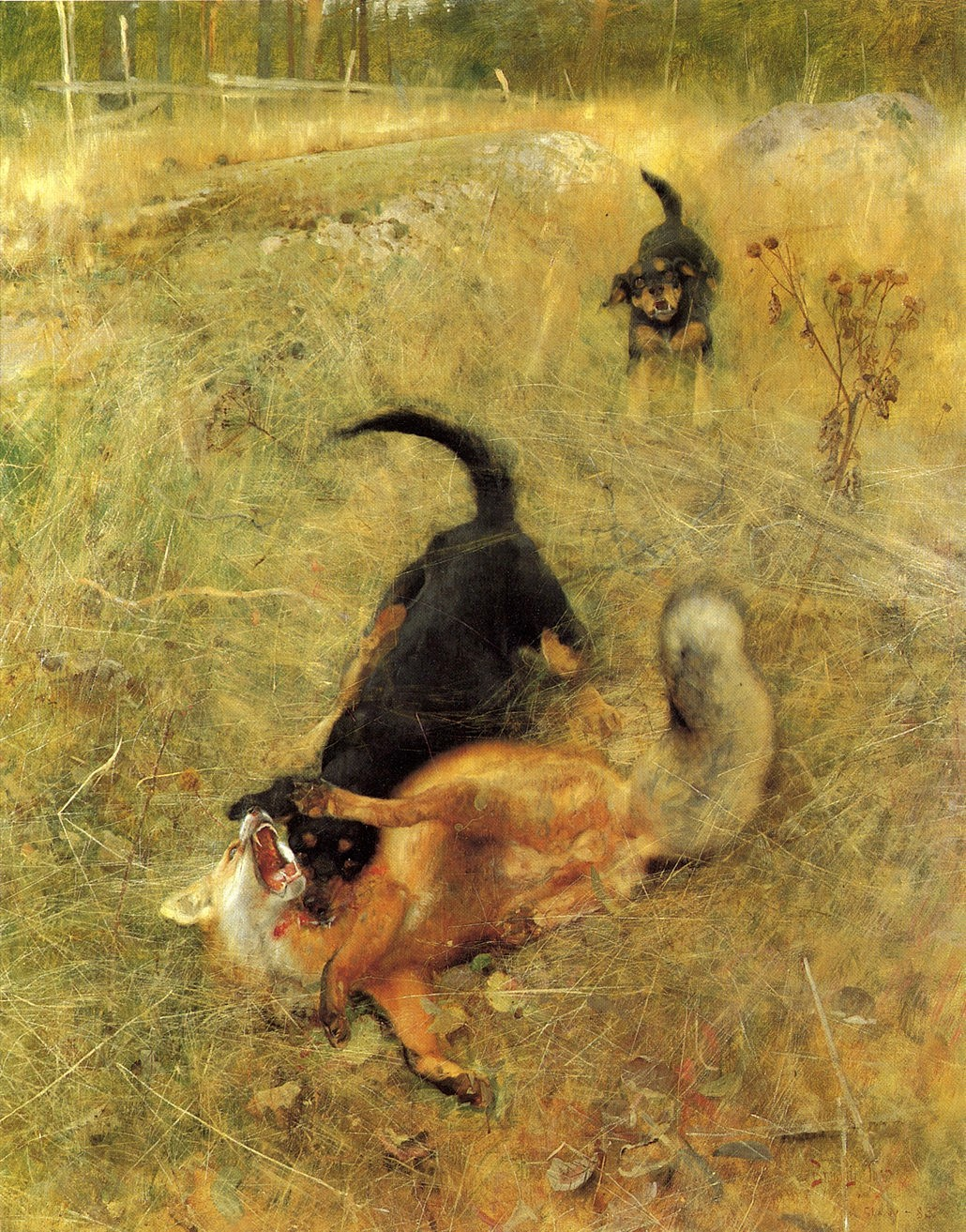
بيغل والثعلب (1885) من ليلجيفورس برونو

أقرب السجلات التاريخية لصيد الثعالب تأتي من القرن 4 قبل الميلاد، وتعرف الإسكندر الأكبر أن يكون الثعالب وكتبت ختم مؤرخ من 350 قبل الميلاد يصور فارس الفارسي في عملية سبيرينج الثعلب. زينوفون، الذين شاهدوا الصيد كجزء من التعليم رجل مثقف، ودعا إلى قتل الثعالبوالآفات، كما يصرف كلاب الصيد من الأرانب البرية. الرومان كانوا يصيدو الثعالب بواسطة 80 م. خلال العصور المظلمة في أوروبا، واعتبرت الثعالب المحاجر الثانوية، ولكن نمت تدريجيا في الأهمية. كانوت العظيم ريكلاسيد الثعالب كالبهائم تشيس، فئة أقل من المحجر من «البهائم فينيري». تدريجيا كانت تصاد الثعالب أقل الهوام وأكثر كالبهائم للمطاردة، إلى النقطة بحلول أواخر القرن الثالث عشر، إدوارد كان حزمة ملكي أحيط وهنتسمان فوكس متخصصة. في هذه الفترة، كانت تصاد الثعالب يزداد فوق الأرض مع كلاب الصيد، بدلاً من تحت الأرض مع الكلاب. إدوارد، ساعد الثاني دوق يورك تسلق الثعالب كمحاجر أكثر المرموقة في بلده «سيد اللعبة». قبل عصر النهضة، أصبحت صيد الثعالب رياضة تقليدية من النبل. بعد شهدت الحرب الأهلية الإنجليزية انخفاضا في أعداد الغزلان، نمت صيد الثعالب في شعبيته. بحلول القرن 17 منتصف، قسمت بريطانيا إلى الثعلب الأراضي الصيد، مع أول نوادي الصيد الثعلب يجري تشكيلها (لكونها هانت نادي تشارلتون الأول في 1737). وصلت شعبية صيد الثعالب في بريطانيا ذروتها خلال القرن 18. على الرغم من أن الأم بالفعل إلى أمريكا الشمالية، تم استيرادها الثعالب الحمراء من إنجلترا لأغراض الرياضية إلى ولاية فرجينيا وميريلاند في عام 1730 من قبل مزارعي التبغ مزدهر. هذه الأمريكي تعتبر الصيادين الثعلب الأحمر أكثر الأنواع الرياضية من الأنواع رمادية.

### تجارة الفرو

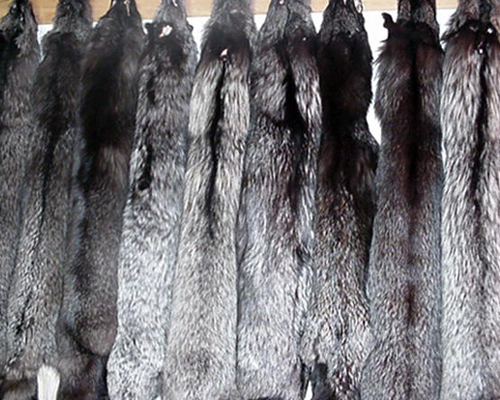
فراء لثعالب فضية.

تعتبر تربية الثعالب مهمة بعض الشيء بالنسبة لتجارة الفراء سواء حاليا أم في الماضي، فقد كان السكان الأصليون لنيو إنغلند الحالية يعتبرون بأن فراء ثعلب فضي واحد يساوي فراء 40 قندسا، وفي إحدى الروايات أن زعيما من هؤلاء السكان قبل هدية عبارة عن فرو ثعلب فضي من المستوطنين الأوروبيين فنظر إلى قبوله على أنه وسيلة توفيق بين الطرفين. بدأت تربية الثعالب الفضية لغرض التجارة بفرائها لأول مرة على جزيرة الأمير إدوارد في كندا عام 1878، ومنذ ذلك الحين والثعالب الحمراء تعتبر إحدى أكثر الحيوانات شيوعا في مزارع الفراء إلى جانب المنك الأمريكي. ويستخدم فرو الثعلب الفضي حاليا لصناعة الأطواق، اللفائف، والأوشحة، بينما يستخدم فراء الثعلب الأحمر للزركشة وتلبيس المعاطف الداخلي.

### افتراس الدواجن والماشية

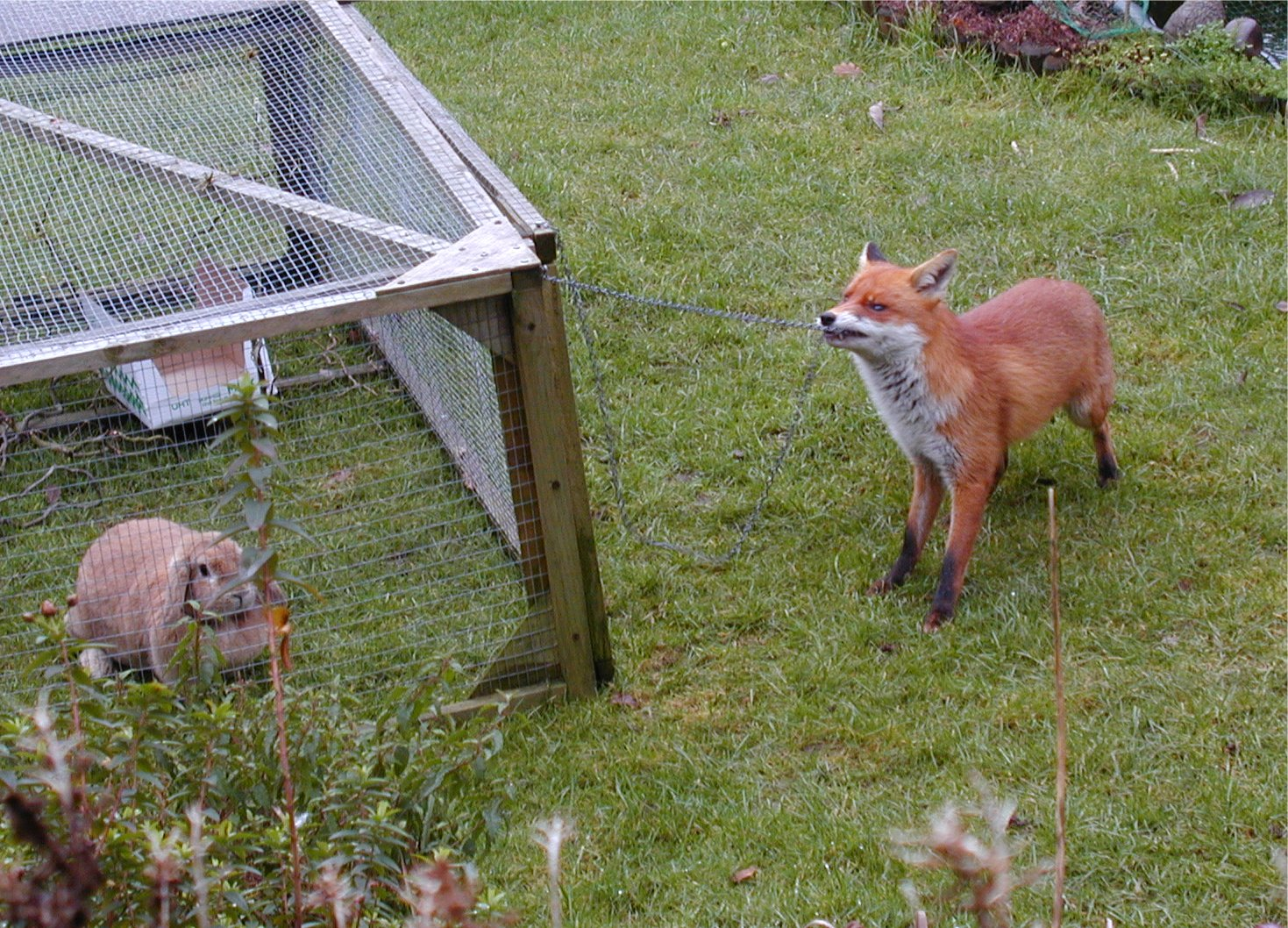
ثعلب أحمر مدينيّ يتفقد أرنبا في حظيرته في بيرمنغهام في بريطانيا.

تعتبر الثعالب الحمراء الخطر الأساسي إجمالا على الدواجن الطليقة في الحقول، ويكون الحل الأمثل للحيلولة بين الثعلب والطيور هو نصب سياج مرتفع يبلغ علوّه مترين على الأقل لإبقاء معظم الثعالب في الخارج، على الرغم من أنه في بعض الأحيان يستطيع الثعلب إن كان مصمما أن يتسلق السياج ليصل إلى الداخل. وبحال دخل الثعلب وكانت الطيور بداخل قنّ أو حظيرة فإنه غالبا ما سيقتل معظمها أو جميعها، ويسمى هذا بالقتل الفائض، وغالبا ما يعرف المزارع بأن ثعلبا قام بقتل طيوره بسبب الريش المتناثر والجيف المقطوعة الرأس، وسبب قيام الثعلب بذلك يرجع إلى أنه عندما يجد فرائس بهذه الكثرة أمامه ولا تكون قادرة على التحرك بحرية فسيقدم على قتلها لتخزينها كي يقتات عليها لاحقا بما أن هذه الفرصة لن تتاح له دوما.
وعلى الرغم من أن الدواجن هي أكثر أنواع الحيوانات المستأنسة التي يقتات عليها الثعلب الأحمر، فإنها قد تقتات في بعض الأحيان على بعض الثدييات الصغيرة أو المتوسطة الحجم من شاكلة الحملان والجديان، وفي بعض الحالات الاستثنائية قد تهاجم الخراف والماعز اليافعة أو حتى البالغة كما العجول الصغيرة. وتقتل الثعالب الحمل أو الجدي عبر عض مؤخرة الرقبة والظهر بشكل متواصل، ويرجع السبب وراء استخدام هذه التقنية إلى أن الثعالب تمسك بهذه الحيوانات عندما تكون مستلقية أو جالسة على الأرض في الغالب، ويمكن تمييز الحيوان الذي قتله الثعلب عن الحيوان الذي قد يقتله ابن آوى أو قيوط أو كلب شريد من خلال الضرر الحاصل للعظام، فالثعالب نادرا ما تسبب أي ضرر لعظام طريدتها عندما تقتات، كما يعرف عن هذه الحيوانات أنها تحمل الجيف الصغيرة إلى جحورها لتطعم صغارها مما قد يفسر لماذا لا يعثر بعض المزارعين على الحملان أو الجديان المفقودة. أظهرت الدراسات العلمية في بريطانيا أن ما نسبته بين 0.5% و3% من الحملان الصحيحة تفتك بها الثعالب، وتعتبر هذه النسبة قليلة عندما تقارن بنسبة النفوق العائدة إلى عوامل أخرى مثل الأمراض والجوع والعوامل الطبيعية.

### في المخيلة البشرية

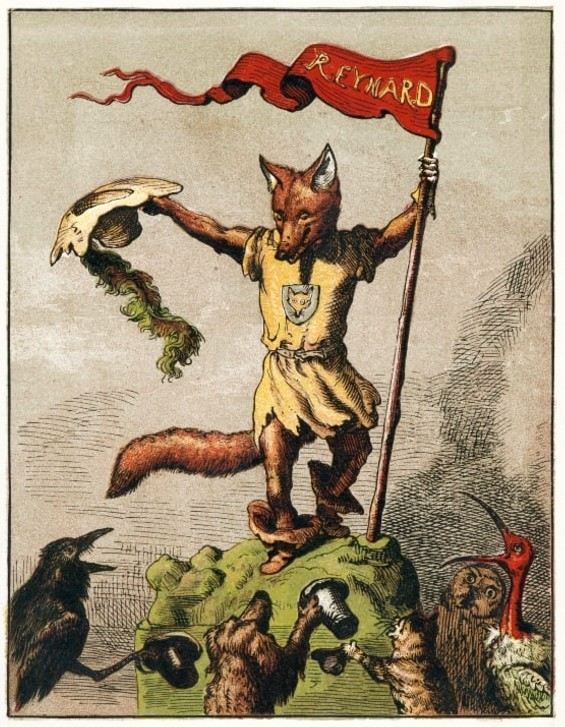
الثعلب رينارد في كتاب للأطفال من عام 1869.

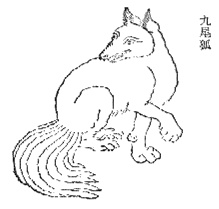
تسعة الذيل فوكس، من طبعة تشينغ شان هاي جينغ

يظهر الثعلب الأحمر بشكل مستمر في العديد من القصص في معظم الحضارات حول العالم، وغالبا ما ينظر إليه على أنه حيوان مخادع، حتى أن كلمة محتال أو ماكر وبارع يتم ربطها بالثعلب تلقائيا، كما ويظهر الثعلب على أنه حيوان حاد الذكاء أو ذو قدرة سحرية على التخفي حتى، في الكثير من القصص التقليدية للدول الأوروبية، اليابان، الصين، الدول العربية، وأمريكا الشمالية (على الرغم من أن القيوط هو من يمثل في تلك الأخيرة إجمالا).
يختلف وصف الثعلب الأحمر في الروايات الخيالية الأوروبية التي بدأت من أساطير أزوب إلى قصص لافونتين وروايات الثعلب رينارد، فهو تارة شرير عديم الأخلاق (مثل في قصة الثعلب في قنّ الدجاج) وتارة شخص ماكر، وأحيانا أخرى مراقب حكيم، وشخص مضطهد ذكي قادر على إنقاذ نفسه والخروج من المأزق. وقد ورد ذكر الثعلب الأحمر أيضا في الشعر والروايات العربية المختلفة قديما وحديثا والتي اقتبست منها العديد من الروايات الأوروبية، ومن الشعراء العرب والأدباء الذين ذكروا الثعلب الأحمر ابن المقفع في كليلة ودمنة، وأحمد شوقي. ويقول بعض المؤرخين أن الثعلب الأحمر كان يرمز إلى إستراتيجيات البقاء التي تبعها الفلاحين الأوروبيين من العصور الوسطى إلى الثورة الفرنسية لمقاومة رجال الإقطاع والإكليروس، وقد أعجب الفلاحين بدهاء الثعلب ومكره الذي كان يستعين به للإغارة على ماشيتهم تحت جنح الظلام، فلجؤا إلى هذه التقنيات بأنفسهم ليقاوموا الطبقة الأرستقراطية، رجال الدولة والكنيسة.

## الثعالب الوحشية في أستراليا

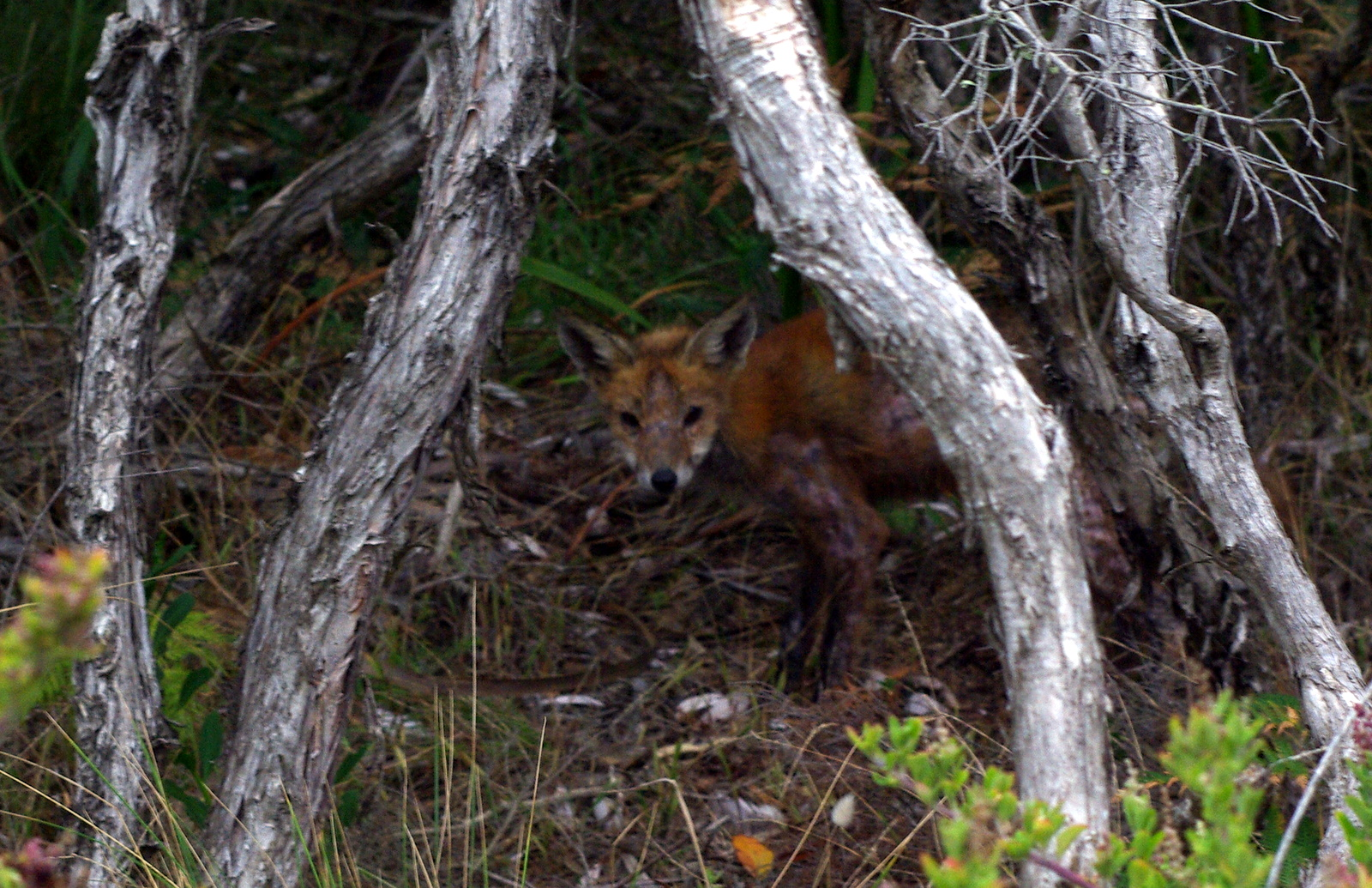
ثعلب أحمر في منتزه شبه جزيرة مورنينغتون في أستراليا.

تعتبر الثعالب الحمراء حيوانات طفيلية في أستراليا ينبغي التخلص منها، ووفقا لمعلومات من الحكومة الأسترالية فإن الثعالب أدخلت إلى البلاد لغرض الصيد في عام 1855، وقد انتشرت منذ ذلك الحين بشكل واسع عبر معظم أنحاء الدولة وأصبحت تعتبر مسؤولة عن تناقص أعداد الكثير من فصائل الجرابيات الصغيرة، وقد دفع ذلك السلطات الأسترالية إلى التصرف، فأسست حكومة ولاية أستراليا الغربية مشروعا يسمّى بالدرع الغربي وهو عبارة عن إلقاء طعوم مسممة يدويا وبواسطة الطائرات على مساحة 35,000 كم² للتحكم بأعداد الثعالب والقطط الوحشية. وتقدّر وزارة المحافظة على الحياة البرية لغرب أستراليا أن الضواري المدخّلة مسؤولة عن انقراض عشرة أنواع بلدية في تلك الولاية.
و تزعم الحكومة التسمانية بأن الثعالب الحمراء أدخلت إلى جزيرة تسمانيا مؤخرا بعد أن كانت تلك الجزيرة خالية منها، وقد أطلقت وزارة الصناعات الأوليّة والمياه التسمانيّة برنامجا لإبادة تلك الحيوانات قبل أن يستفحل خطرها، وقد أدلى أحد الأعضاء المستقلين لمجلس نواب ولاية تسمانيا تصريحا يفيد فيه بأن قصة إدخال الثعالب ماهي إلاّ خدعة وإشاعة، وقد علّق وزير الصناعات الأوليّة على هذا القول بأنه «مجموعة تفاهات».
وفي أستراليا تتحكم الحكومة بأعداد الثعالب عن طريق الطعوم السامّة أو إطلاق النار عليها بمساعدة الضوء الكاشف، وتميّز الثعالب بواسطة أعينها التي تعكس الضوء المسلّط عليها وشكل جسدها الطويل. كما وتقوم السلطات المختصة بإعادة إدخال الكلب البري الأسترالي الذي يعرف بالدنغ إلى بعض المناطق التي تعيش فيها الثعالب، وقد أثبت هذا الأمر فعاليته بتخفيض أعداد الثعالب وزيادة عدد الحيوانات البلدية، إذ أن الدنغ يقوم بقتل قريبته الأصغر حجما للقضاء على أي منافسة له على الغذاء، وفي الوقت نفسه فإن هذه الكلاب تصطاد بوتيرة أقل من وتيرة صيد الثعالب.

## السلالات
- Vulpes vulpes abietorum
- السلالة المصرية، Vulpes vulpes aeygptica
- Vulpes vulpes alascensis
- Vulpes vulpes alpherakyi
- Vulpes vulpes alticola
- السلالة الأناضولية، Vulpes vulpes anatolica
- السلالة العربية، Vulpes vulpes arabica
- السلالة الأطلنطيّة، Vulpes vulpes atlantica
- السلالة البربرية، Vulpes vulpes barbara
- سلالة بيرينجيا، Vulpes vulpes beringiana
- Vulpes vulpes cascadensis
- السلالة القوقازية، Vulpes vulpes caucasica
- Vulpes vulpes crucigera
- Vulpes vulpes daurica
- Vulpes vulpes diluta
- Vulpes vulpes dolichocrania
- Vulpes vulpes dorsalis
- Vulpes vulpes flavescens
- Vulpes vulpes fulva
- السلالة الشرق أمريكية، Vulpes vulpes fulvus
- سلالة غرفيث، Vulpes vulpes griffithi
- سلالة هيرمان، Vulpes vulpes harrimani
- Vulpes vulpes hoole
- السلالة النمسيّة، Vulpes vulpes ichnusae
- Vulpes vulpes induta
- Vulpes vulpes jakutensis
- السلالة اليابانية، Vulpes vulpes japonica
- Vulpes vulpes karagan
- السلالة الكنعانية، Vulpes vulpes kenaiensis
- Vulpes vulpes krimeamontana
- السلالة الكردستانية، Vulpes vulpes kurdistanica
- السلالة الغربية، Vulpes vulpes macroura
- سلالة مونتانا، Vulpes vulpes montana
- Vulpes vulpes necator
- السلالة Vulpes vulpes ochroxanta
- السلالة الفلسطينية، Vulpes vulpes palaestina
- Vulpes vulpes peculiosa
- Vulpes vulpes pusilla
- Vulpes vulpes regalis
- Vulpes vulpes rubricosa
- Vulpes vulpes schrencki
- Vulpes vulpes septentrionalis
- Vulpes vulpes silacea
- Vulpes vulpes splendidissima
- Vulpes vulpes stepensis
- Vulpes vulpes topolica
- Vulpes vulpes tschiliensis
- السلالة الثعلبية، Vulpes vulpes vulpecula
- السلالة الحمراء، Vulpes vulpes vulpes
- سلالة ويدل، Vulpes vulpes waddelli